# Дошенович, Йован
Йован Дошенович (серб. Јован Дошеновић, венг. Dosenovics János Atanáz, 20 [31] октября 1781, Počitelj — 1813, Буда) — сербский философ
, поэт и переводчик, один из первых сербских литературных эстетиков.

## Биография
Йован — сын протоиерея Атанасия Дошеновича. Он родился в Почителе в Лике или Велика-Писанице. Он учился в Падуанском университете, где получил степень доктора философии и другие учёные степени. Вернувшись в Лику, он некоторое время жил в доме отца, а затем работал бухгалтером в Триесте, в большом магазине, принадлежащем подруге Доситея Обрадовича Драге Теодорович, жене богатого сербского торговца. Он оставался там до 1809 года, а затем отправился в Пешт, чтобы опубликовать свои произведения. «Посоветуй, брат, — сказала ему Драга на прощание, — пусть пишут и работают, пока мир не окажется у них перед глазами». «И пока у нас есть деньги», — радостно ответил Дошенович. В Пеште он напечатал свою антологию стихов; это была «Čislenica» или «Nauka računa» (буквально «Наука математики»), часть I, и он готовился опубликовать её для всего мира. Там он заболел, но быстро поправился. После этого события след Йована теряется. Однако известно, что в 1811 году Дошенович был ещё жив; в 1815 году он был упомянут среди умерших сербских писателей. Помимо итальянского языка, который он изучал, он мог говорить на французском и немецком языках. Найдя некоторую информацию о его творчестве, Ерней Копитар относил скромные начинания Дошеновича к лучшим произведениям сербской литературы того времени, а в литературных дискуссиях (в письмах, отправленных друзьям) он несколько раз упоминал имя Дошеновича.

## Литературное творчество и критический обзор
Стихи Йована Дошеновича можно разделить по происхождению, теме и форме. В первом случае он больше переводил, чем писал сам. Его литературно-историческое значение состоит в том, что он выступает как первый человек, познакомившийся с искусством и поэзией других стран, и первый человек, который начал переводить стихи с других языков. Только таким образом сербские читатели того времени могли познакомиться с многообразием поэтических форм, поскольку, кроме естественной поэзии (которая была распространена в обновлённой сербской литературе), существовали и другие художественные формы поэзии, и именно эта была самой важной из всех. Дошенович ссылается на источники своих переводных стихотворений в предисловиях к своим книгам, где упоминает итальянцев Якопо Витторелли и Джованни Баттиста Касти, а также русского Михаила Ломоносова. Не тщеславие подсказывало ему не указывать источник для каждого стихотворения в отдельности. Он не ставил это во главу угла. Главным идеалом, которым он руководствовался, было: возможно ли иметь разные песни и на сербском языке? Он считал, что эта возможность полностью верна, поэтому он старался, чтобы все остальные увидели его печатное издание. Транслируя свои идеалы, он не хотел показывать их сербской общественности. В них он пытался найти только опорную колонну, выбирая то, что, по его мнению, является важным для сербской поэтической литературы по форме и/или содержанию. Тематикой его произведений была любовь или изображение природных красот; по форме это была анакреонтическая поэзия, сонеты и оды. В каждом стихе Дошеновича можно увидеть, как связываются руки поэтов и ограничивается свобода движения используемого языка. Он хотел писать стихи на общедоступном языке, на котором говорят обычные люди; как правило, он писал только на разговорном языке. Ещё одним фактором, повлиявшим на него, была орфография, поскольку его язык не был «понятным»; однако он стремился сделать его таким везде…
Зарождение более специфической лирики в современной сербской литературе напрямую связано с поэтическим творчеством Дошеновича. Он был первым, кто выступил с новыми формами уже упомянутой анакреонтической поэзии, сонета и ещё более свободных од; он первым начал переводить других выдающихся поэтов; он был первым, кто проявил большую свободу и гибкость и в поэтическом плане. Он всего лишь использовал знаменитый сборник с предисловием к сербской литературе в широком смысле, говоря об эстетике литературы. Таким образом, Дошенович является одним из первых сербских литературных эстетиков.
Дошенович не хотел отказываться от принятого в то время способа написания стихов; он знал, что должно быть по-другому; он видел это у других народов, особенно у итальянцев; он хотел сделать сербскую поэму действительно одой; в связи с этим он вступает в борьбу со всем, что тормозит художественную поэзию: и с формой, и с языком, и с орфографией, и добивается в этом определённых успехов.

## Труды
- Učastije radostei iz dolžnija ljubvi G. Mojsesu Miokovicu episk. Karlstadt od strani klira Lickago. Velencze, 1807.
- Čislenica ili nauka računa, Budim, 1809.
- Liriceska pjenija, Budim, 1809.
- Azbukoprotes, Budim, 1810.